# Amalia Bereș
Amalia Bereș (n. 18 iunie 1997, Pașcani, Iași, România) este o canotoare română, medaliată cu aur olimpic la Paris 2024. 

## Carieră
La Campionatele Europene din 2019, 2020, 2021, 2022, 2023 și 2024 a câștigat medalia de aur. A reprezentat România la Jocurile Olimpice de vară din 2020 de la Tokio.
În anii 2022 și 2023 a devenit campioană mondială. La Jocurile Olimpice de la Paris din 2024 a cucerit medalia de aur în proba de 8+1.
Și sora cea mare Mădălina Bereș este o canotoare.
În 2024 ea a primit Ordinul Meritul Sportiv clasa I. Din 2025 este cetățean de onoare al Craiovei.